# Anthony Peckham
Anthony Peckham, ameriški scenarist in producent, * ?.

## Kariera
Peckhamov prvi scenarij, ki je prodrl do produkcije, je bil film iz leta 1990 The Assassin. Enajst let pozneje, leta 2001, je premiero doživel film Niti besede, v katerem sta nastopila Michael Douglas in Brittany Murphy, za film je Peckham napisal scenarij. To je bil njegov drugi scenarij, ki je prodrl do produkcije.
Leta 2009 je Peckham ustvaril scenarija za dva zelo ambiciozna projekta. Prvi je bil biografski film o Nelsonu Mandeli v režiji Clinta Eastwooda, Nepremagljiv, v glavnih vlogah sta zaigrala Morgan Freeman in Matt Damon. Drugi je bil pustolovsko detektivski film v režiji Guyja Ritchieja, Sherlock Holmes, v katerem sta nastopila Robert Downey, Jr. in Jude Law.